# Hard Rock Cafe

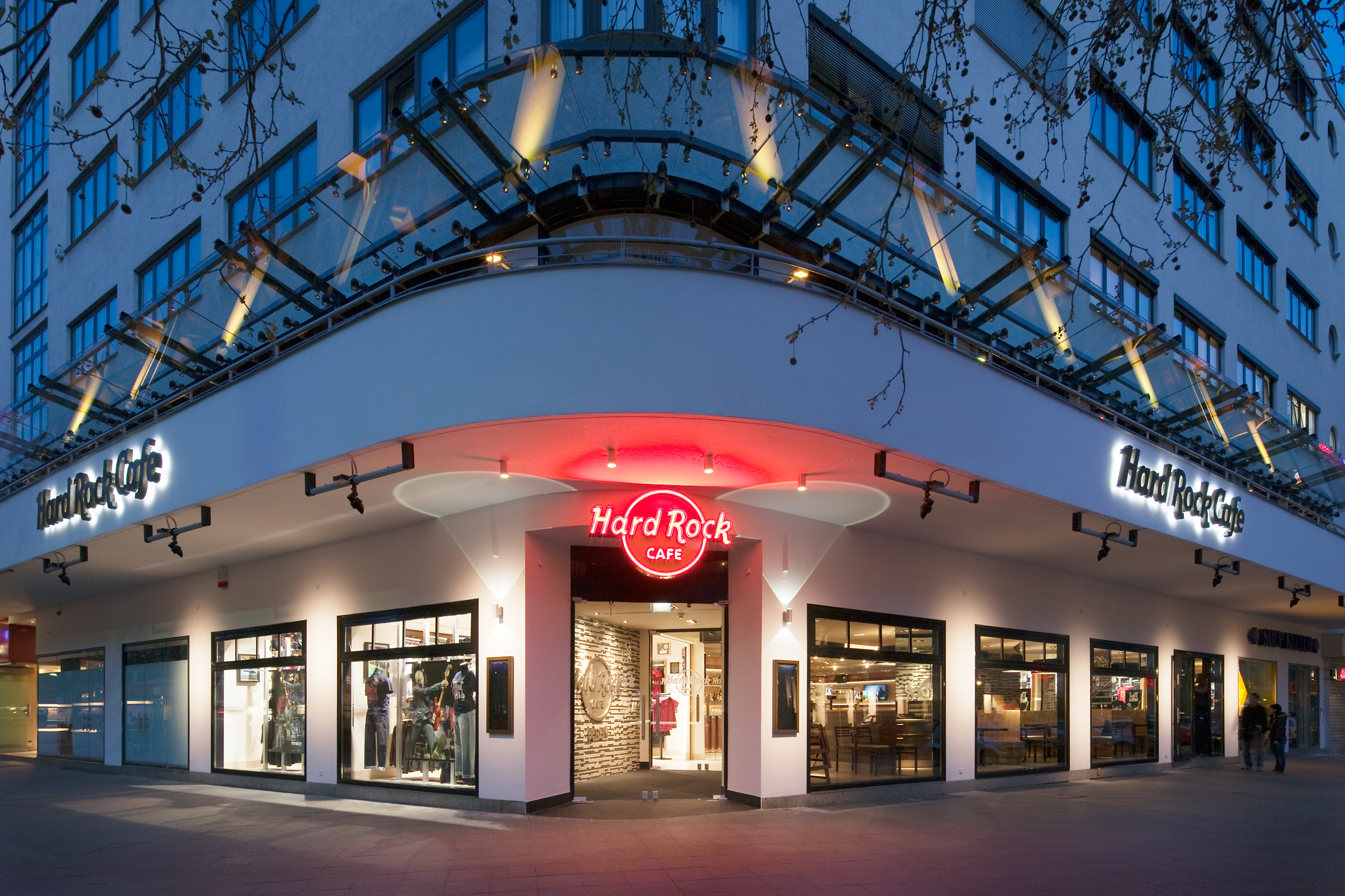
Hard Rock Cafe in Berlin

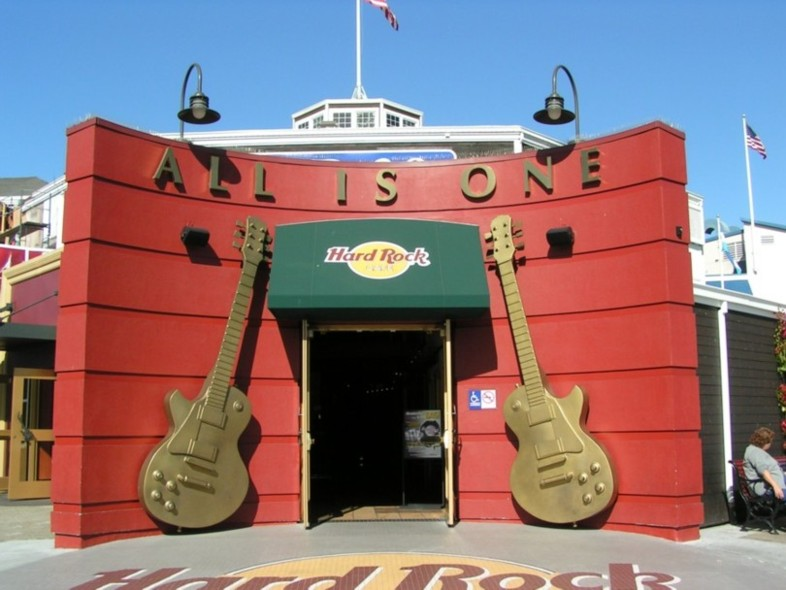
Hard Rock Cafe in San Francisco

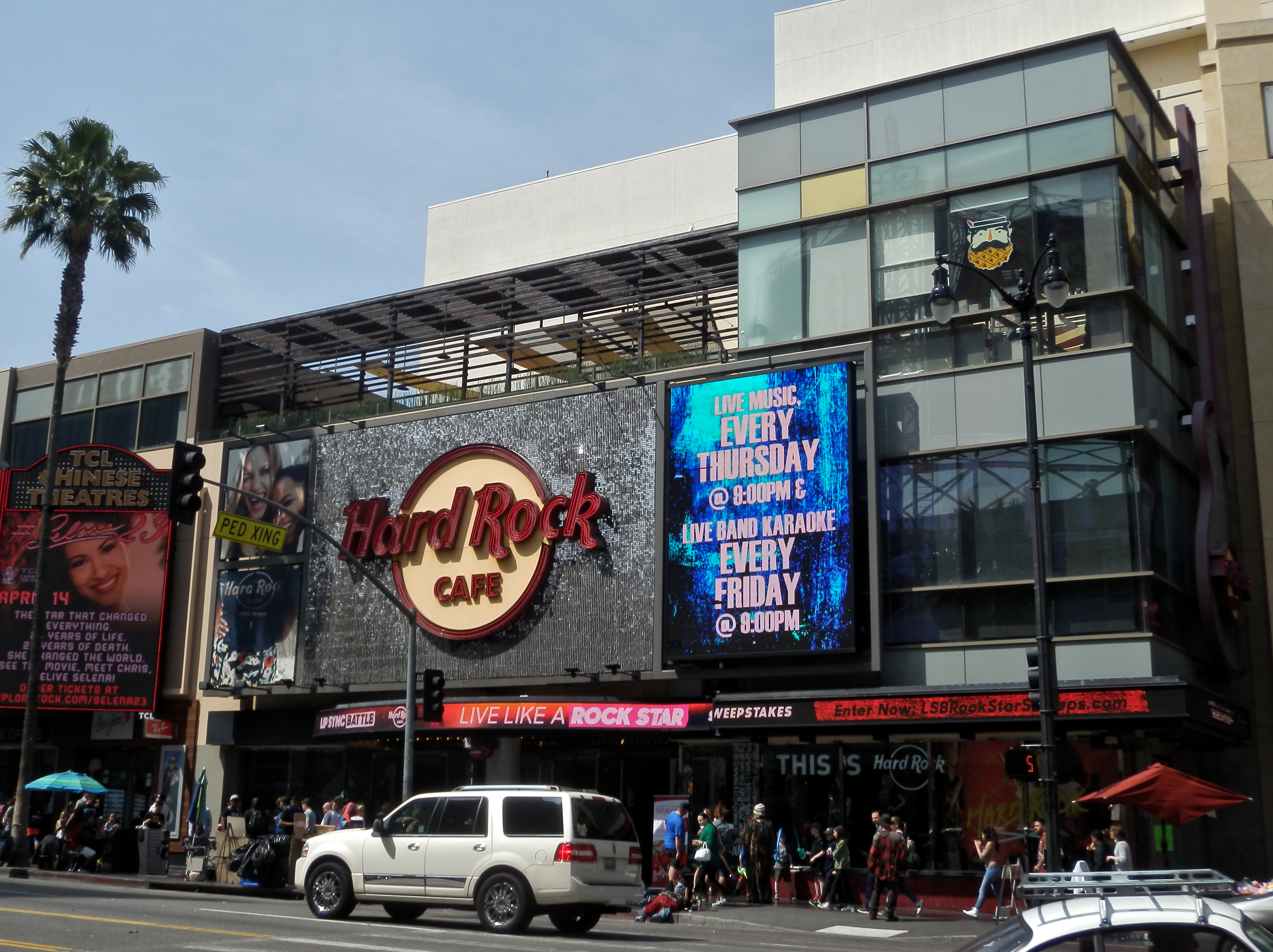
Hard Rock Cafe in Hollywood, Kalifornien

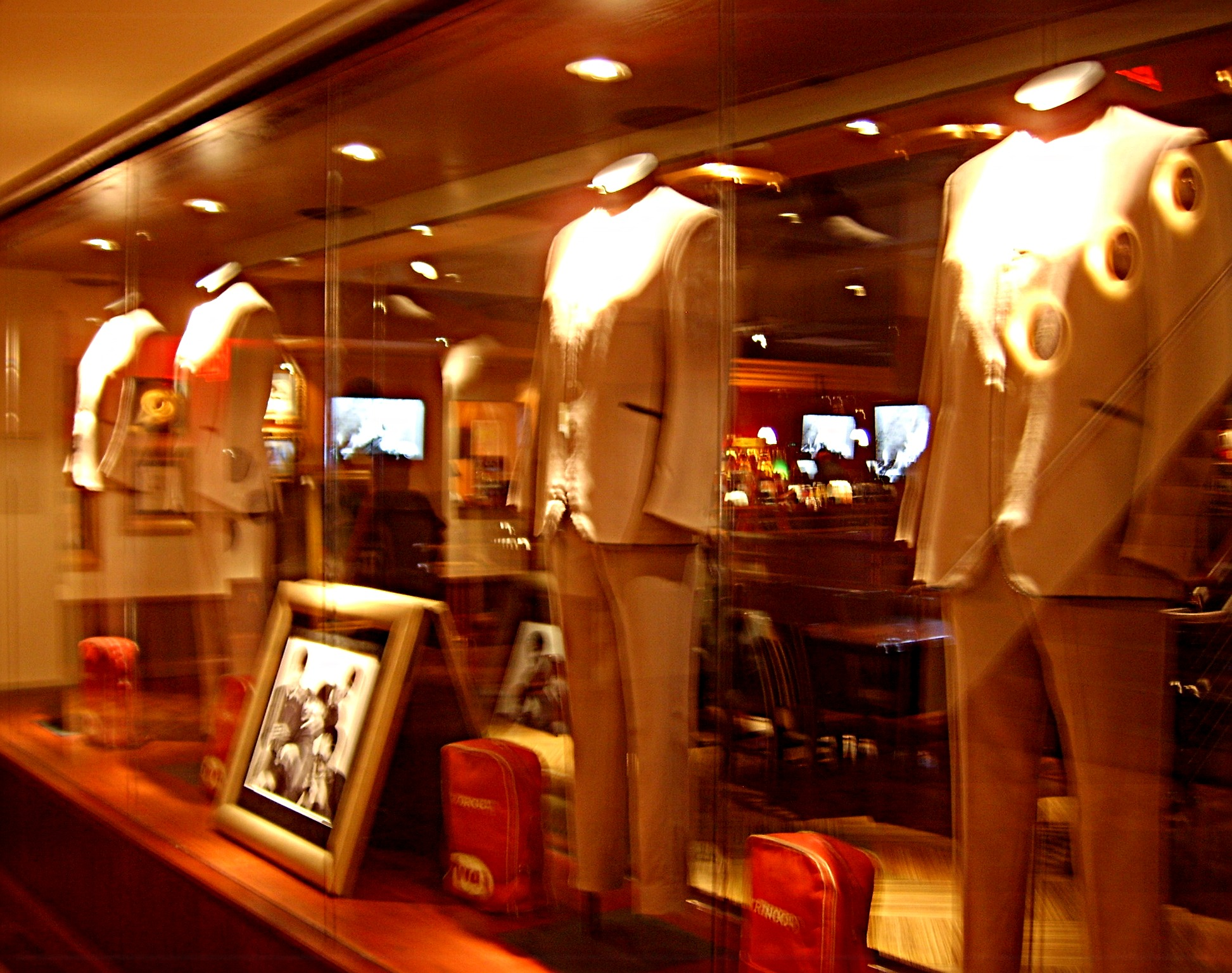
Ausgestellte Original-Anzüge der Beatles im Hard Rock Cafe in New York City

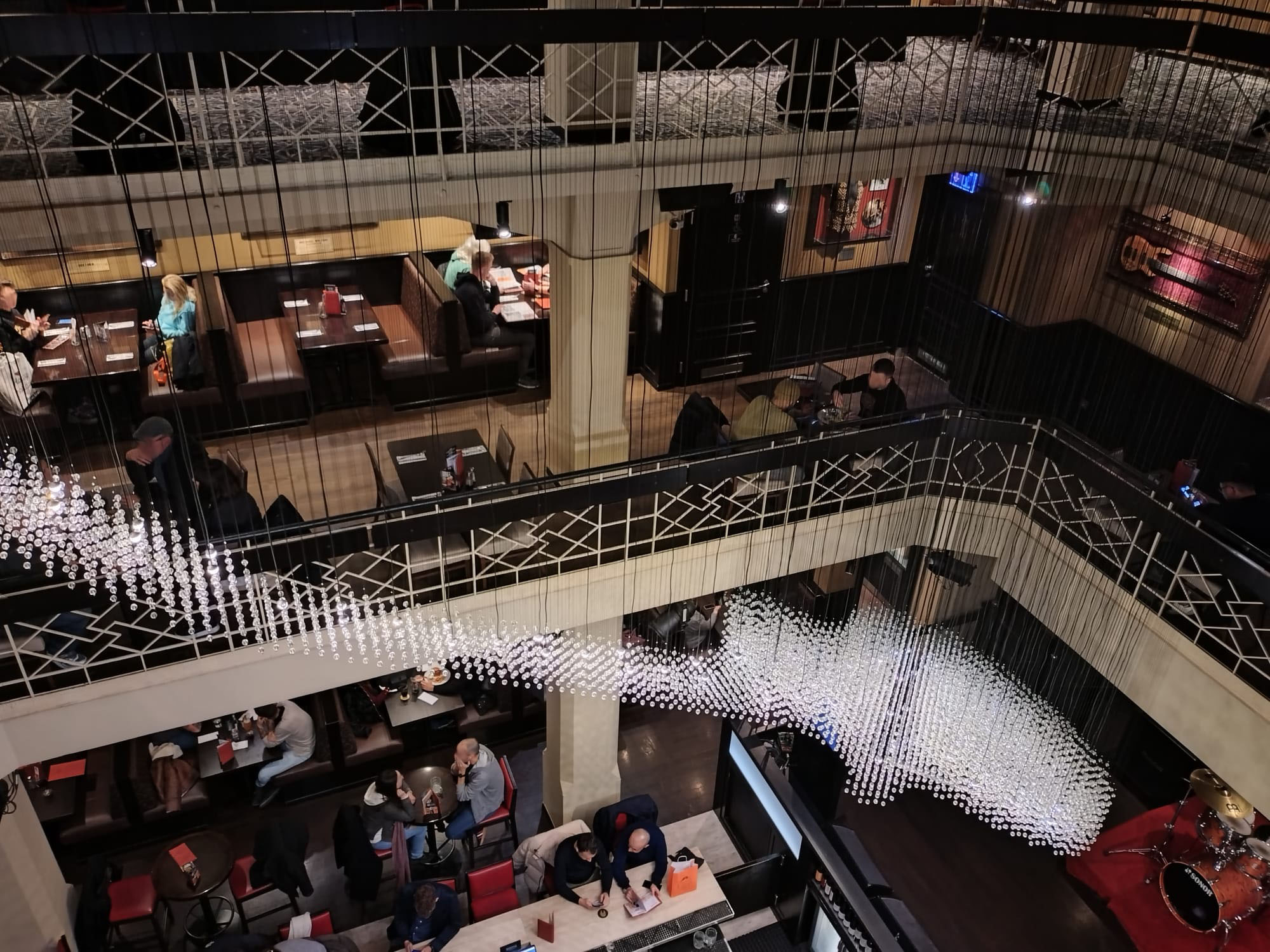
Hard Rock Cafe in Prag

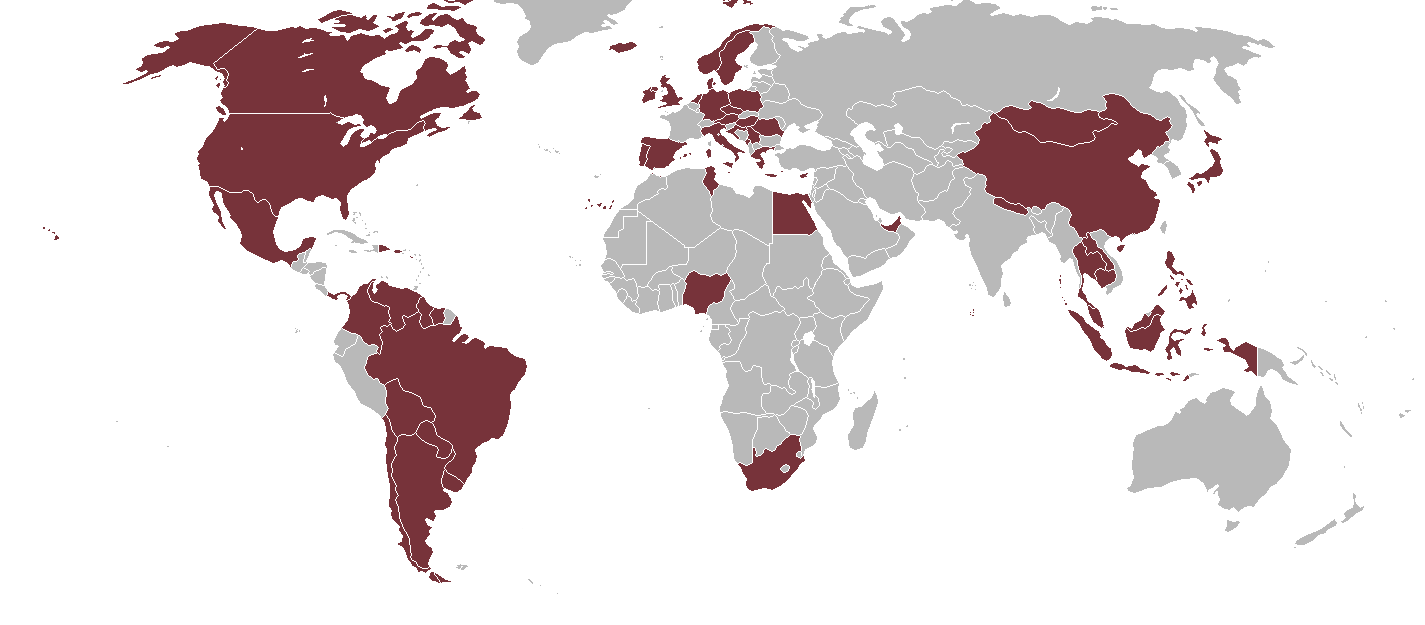
Hard Rock Cafe in der Welt

Hard Rock Cafe ist eine Kette von Restaurants sowie seltener auch Hotels und Casinos. Es ist auch Namensgeber des American-Football-Stadions in Miami Gardens.
Weltweit existieren über 190 Filialen in 61 Ländern, im deutschsprachigen Raum befinden sich Hard Rock Cafes in Berlin, Hamburg, Innsbruck, Köln, München und Wien sowie je ein Hard Rock Hotel in Davos und Hamburg.

## Konzept und Souvenirs
Die Hard Rock Cafes sind nicht in erster Linie wegen ihres Essens, sondern vor allem wegen ihrer Atmosphäre bekannt. Die Kette verfügt mit ihren über 70.000 Ausstellungsstücken über die größte Musikexponatensammlung der Welt. Alle Ausstellungsstücke werden auf Auktionen gekauft oder direkt von Musikern zur Verfügung gestellt. So dienen unter anderem signierte Gitarren, Bühnenkleidung, seltene Fotos oder Goldene Schallplatten als Wanddekoration in den Cafes.
Den einzelnen Hard Rock Cafes sind Verkaufsstände oder Läden angeschlossen, in denen Kleidung und Souvenirs angeboten werden. Viele Besucher sammeln Anstecknadeln (Pins), die die Kette regelmäßig in limitierten Auflagen herausgibt. Auch für die dort verkauften T-Shirts mit dem Hard-Rock-Cafe-Logo und dem Namen der Stadt, Gläser, Teddybären, Drumsticks, Zippo-Feuerzeuge und Puppen existiert ein reges Kauf- und Sammelinteresse.

## Geschichte
Das erste Hard Rock Cafe wurde am 14. Juni 1971 am Old Park Lane in London in den Räumlichkeiten einer ehemaligen Rolls-Royce-Vertretung von den beiden US-Amerikanern Isaac Tigrett und Peter Morton eröffnet. Wenig später beauftragte man den namhaften Grafikdesigner und Illustrator Alan Aldridge, ein Logo zu entwerfen. Er gestaltete daraufhin das Markenzeichen, das nahezu unverändert bis heute im Marketing der Kette Verwendung findet.
Zu ihren Stammgästen zählte auch Eric Clapton, der einen festen Platz bevorzugte. Um sich diesen zu sichern, ließ er eine E-Gitarre, eine ab 1979 gebaute rote Fender Lead II, dort an die Wand hängen. Sie befindet sich nun im Safe des HRC London und ist dort zu besichtigen. Einige Wochen später schickte Pete Townshend (Mitglied von The Who) eine schwarze Gibson Les Paul an das Cafe, und so vergrößerte sich die Sammlung.
1982 begannen Tigrett und Morton, weltweit neue Cafes zu eröffnen. Die ersten Hard Rock Cafes wurden von Morton in Los Angeles, San Francisco, Chicago und Houston gegründet. Tigrett gründete Filialen in New York City, Dallas, Boston, Washington, Orlando, Paris und Berlin. Tigrett verkaufte schließlich seine Anteile an Mecca Leisure. Mecca wiederum wurde 1990 von The Rank Organisation aufgekauft. Rank fuhr damit fort, weitere Filialen zu eröffnen, und erwarb schließlich die Cafes hinzu, die Morton gegründet hatte, sowie die inzwischen von Nick Bitove gegründete kanadische Kette.
Es gibt heute nicht nur Hard Rock Cafes, sondern auch Hotels, Bars, Casinos, eine Veranstaltungshalle und eine Ausstellung von nicht in Cafes befindlichen Exponaten. Diese befindet sich in einem alten Bankgebäude und bekam deshalb den Namen Vault (Englisch für Tresor). Das Vault in Orlando, das die Form einer auf dem Kopf stehenden Pyramide hat, ist nach einem Jahr geschlossen worden. Im April 2008 eröffnete der Freizeitpark Hard Rock Park in Myrtle Beach (South Carolina), der nach einer Saison geschlossen wurde.
Hard Rock Cafe International Inc. gehörte von 1990 bis Ende 2006 zu The Rank Group Plc mit Sitz in London und betreibt seine Cafes sowohl unter eigener Führung (primär in den USA und Europa) als auch nach dem Franchise-System (insbesondere in Asien). Im Dezember 2006 wurde der Verkauf von Hard Rock International an den Seminole Tribe of Florida für 965 Millionen US-Dollar bekanntgegeben, mit dem gemeinsam bereits einige der Hard Rock Casinos und Hard Rock Hotels betrieben wurden. Ausgenommen hiervon sind das Hard Rock Casino in London (dessen Name in G Casino Piccadilly geändert wurde) und das Hard Rock Hotel and Casino in Las Vegas (übernommen von der Virgin Group und umbenannt in Virgin Hotels Las Vegas, sowie Mohegan Casino Las Vegas). Seit 2004 ist Hamish Dodds der CEO des Unternehmens. Seit dem Verkauf an den Indianerstamm floriert das Unternehmen, auch während der Weltfinanzkrise ab 2007.
2021 feierte das Unternehmen sein 50-jähriges Bestehen. Zu diesem Anlass wurden spezielle Collectibles ausgegeben. Außerdem wurde der Fußballspieler Lionel Messi für fünf Jahre als Gesicht der Werbekampagne verpflichtet, die anlässlich des Jubiläums initiiert wurde. Auch hierzu gibt es eine eigene Kollektion.

## Cafe-Standorte
Stand: 11. August 2025
- 31:  Vereinigte Staaten
- 13:  Argentinien,  Spanien
- 10:  Malaysia
- 09:  Indien
- 08:  Deutschland
- 07:  Brasilien,  Italien,  Südafrika
- 06:  Dominikanische Republik
- 05:  Japan,  Polen,  Thailand
- 04:  Ägypten,  Montenegro,  Vereinigte Arabische Emirate,  Volksrepublik China
- 03:  Indonesien,  Kambodscha,  Kanada,  England,  Malta,  Philippinen,  Singapur
- 02:  Bolivien,  Mexiko,  Nepal,  Norwegen,  Österreich,  Paraguay,  Portugal,  Rumänien,  Schottland,  Schweden,  St. Kitts und Nevis,  Suriname,  Ungarn,  Venezuela
- 01:  Andorra,  Armenien,  Belgien,  Chile,  Dänemark,  Griechenland,  Guam,  Guyana,  Irland,  Island,  Kolumbien,  Kroatien,  Laos,  Malediven,  Mongolei,  Niederlande,  Nigeria,  Panama,  Puerto Rico,  Tschechien,  Tunesien,  Uruguay,  Zypern

## Trivia
- Die Seite 1 des Doors-Albums Morrison Hotel aus dem Jahr 1970 trägt den Titel Hard Rock Cafe. Auf der Rückseite des Albums ist ein Café dieses Namens abgebildet.
- 1977 schrieb Carole King den Song Hard Rock Café. In ihrer Autobiografie A Natural Woman berichtet sie, dass sie von einer Bar in Downtown Los Angeles und einem kleinen Restaurant in Idaho mit eben jenem Namen inspiriert worden sei. Damals war sie sich der Namensgleichheit mit der Restaurantkette nicht bewusst. Angeblich wurden aber auch die HRC-Gründer Morton und Tigrett von derselben Bar in Los Angeles zur Namensgebung angeregt.[14] Olivia Molina hat die deutschsprachige Version des Stücks gesungen.
- In Heidelberg existierte bis Februar 2017 ein Café, das Hard Rock Café hieß, aber nicht zum Konzern gehörte; nach einer Reihe von Gerichtsverfahren musste das Restaurant seinen Namen ändern. Zwischenzeitlich musste lediglich der Verkauf von Souvenirs eingestellt werden.[15][16]
- Im Zuge der russischen Invasion in der Ukraine 2022 weigerte sich Hard Rock Cafe zunächst, sich aus dem russischen Markt zurückzuziehen. In einer Studie der Universität Yale vom 28. April 2022, mit der ermittelt werden sollte, wie Unternehmen auf die Invasion reagierten, wurde Hard Rock Cafe in die schlechteste Kategorie namens „Digging In“ eingestuft.[17]